# Carlos Sánchez (kolumbijski piłkarz)
Carlos Alberto Sánchez Moreno (ur. 6 lutego 1986 w Quibdó) – kolumbijski piłkarz występujący na pozycji pomocnika w argentyńskim klubie San Lorenzo oraz w reprezentacji Kolumbii.

## Kariera klubowa
Sánchez zawodową karierę rozpoczynał w 2004 roku w urugwajskim klubie Danubio. W 2005 przeszedł do River Plate Montevideo. Spędził tam 2 lata. W 2007 roku trafił do francuskiego Valenciennes FC. W Ligue 1 zadebiutował 4 sierpnia 2007 w wygranym 3:1 meczu z Toulouse FC. Od czasu debiutu jest podstawowym graczem Valenciennes. 13 grudnia 2008 w wygranym 3:1 spotkaniu z AS Monaco strzelił pierwszego gola w trakcie gry w Ligue 1. 5 sierpnia 2013 roku Sanchez podpisał trzyletni kontrakt z hiszpańskim drugoligowcem Elche CF. 15 sierpnia 2014 roku Sánchez przeniósł się do Anglii, podpisując czteroletni kontrakt z Aston Villą występującą w Premier League. 9 sierpnia 2016 roku potwierdzono, że Sanchez najbliższy sezon spędzi na wypożyczeniu w Fiorentinie.

## Kariera reprezentacyjna
W reprezentacji Kolumbii Sánchez zadebiutował 9 września 2007 w zremisowanym 2:2 towarzyskim meczu z Peru.

## Statystyki kariery
| Sezon   | Klub                   | Kraj      | Rozgrywki                 | Mecze | Bramki | Rozgrywki Europy | Mecze | Bramki |
| ------- | ---------------------- | --------- | ------------------------- | ----- | ------ | ---------------- | ----- | ------ |
| 2004/05 | Danubio                | Urugwaj   | Primera División          | 0     | 0      | –                | –     | –      |
| 2005/06 | River Plate Montevideo | Urugwaj   | Primera División          | 11    | 0      | –                | –     | –      |
| 2006/07 | River Plate Montevideo | Urugwaj   | Primera División          | 26    | 1      | –                | –     | –      |
| 2007/08 | Valenciennes FC        | Francja   | Ligue 1                   | 34    | 0      | –                | –     | –      |
| 2008/09 | Valenciennes FC        | Francja   | Ligue 1                   | 37    | 1      | –                | –     | –      |
| 2009/10 | Valenciennes FC        | Francja   | Ligue 1                   | 28    | 5      | –                | –     | –      |
| 2010/11 | Valenciennes FC        | Francja   | Ligue 1                   | 28    | 2      | –                | –     | –      |
| 2011/12 | Valenciennes FC        | Francja   | Ligue 1                   | 21    | 0      | –                | –     | –      |
| 2012/13 | CSD Rangers            | Chile     | Primera División de Chile | 0     | 0      | –                | –     | –      |
| 2012/13 | Valenciennes FC (wyp.) | Francja   | Ligue 1                   | 29    | 2      | –                | –     | –      |
| 2013/14 | Elche CF               | Hiszpania | Primera División          | 30    | 0      | –                | –     | –      |
| 2014/15 | Aston Villa            | Anglia    | Premier League            | 28    | 1      | –                | –     | –      |
| 2015/16 | Aston Villa            | Anglia    | Premier League            | 20    | 0      | –                | –     | –      |
| 2016/17 | ACF Fiorentina         | Włochy    | Serie A                   | 31    | 1      | –                | –     | –      |
| 2017/18 | ACF Fiorentina         | Włochy    | Serie A                   | 9     | 1      | –                | –     | –      |
| 2017/18 | RCD Espanyol           | Hiszpania | Primera División          | 14    | 0      | –                | –     | –      |
| 2018/19 | West Ham United        | Anglia    | Premier League            | 7     | 0      | –                | –     | –      |

Stan na: 13 maja 2019